# 중도 (금나라)
중도(中都, 여진어: /ʤuŋ du/)는 중국의 옛 지명이며, 금나라(金)의 수도였다. 중도대흥부(中都大興府)라고도 하며, 현재의 중화인민공화국 베이징시에 위치하였다.

## 역사
천덕 2년(1150년), 해릉왕(海陵王) 완안량(完颜亮)이 희종(熙宗) 완안단(完顔亶)을 죽인 뒤 제위에 올랐으며, 천덕 3년(1151년), 완안량이 상경(上京)에서 남경(南京)으로 천도하는 것을 결정하였다. 완안량은 장호(張浩)와 소보형(蘇保衡)에게 수도 건설을 명하였고, 북송(北宋)의 수도였던 변량(汴梁)의 건축 설계를 참조하였다. 남경의 동쪽과 서쪽, 남쪽의 세 방향을 확장하였으며, 2년여에 걸쳐 많은 인부를 동원하여 천덕 5년(1153년)에 완성하였다. 그 해 3월 정식으로 천도하였으며, 남경을 중도대흥부(中都大興府)로 개명하였다. 이후, 1214년에 선종(宣宗) 완안순(完顔珣)이 수도를 변경(汴京)으로 옮길 때까지 61년 동안 금나라의 수도 역할을 담당하였다.
금나라는 요나라를 본따 5개의 수도를 두었는데, 중도대흥부 이외에도 남경개봉부(南京開封府), 북경대정부(北京大定府), 동경요양부(東京遼陽府), 서경대동부(西京大同府)가 있었으며, 그 중에서 군주는 중도대흥부, 동경요양부, 서경대동부에서 거처하였다.
1215년 5월, 몽골 제국의 군대에 의해 함락되었고, 그 과정에서 불에 타 파괴되었다. 성이 파괴된 자리에는 원나라의 수도인 대도(大都)가 세워지게 되었다.
현재 베이징시 쉬안우 구 서부에 정방형 모양의 성터 유적이 남아 있으며, 성벽의 일부는 시청 구 남부의 복흥문(復興門) 근처에 남아 있다. 펑타이 구에는 금나라 당시에 완성된 노구교(卢沟桥)가 남아 있다.

## 같이 보기
- 베이징시
- 금나라